# 局地風
局地風（きょくちふう、英語: local wind）とは、特定の地域に限って吹く風で、大抵は地形の影響を受けている。地方風（ちほうふう）、局所風という場合もある。
局地風の多くは、ある季節に吹きやすく、風向や風の強さに特徴がある。気温や湿度の急な変化、降水（雨・雪）や乾燥地からの砂塵を伴う風も多い。そして、それぞれの地域で名前が付けられているものが多い。別の言い方をすれば、特定の地域に吹く強い風、暖かい、冷たい、乾いた風などには名前が付けられ注意が払われてきた。

## 局地風の発生機構と類型
局地風の主な成因は、場所による温度分布の違い（熱的な強制）と、山脈のような起伏による気流の制限（力学的な強制）の2つである。被害が出るような強い局地風は多くが力学的な強制によるもの。力学的な強制によるものはさらに、山を越えるおろし風と、谷を吹き抜ける地峡風（だし風）に二分される。
地形は大きな因子となる。気象要因としては特定の気圧配置、強い気圧傾度や前線の通過、大気安定度、冷気の移動も挙げられる。
またおろし風の多くには、少し移動しただけで風向や風速が急変したり、それが時刻と共に変化する特徴がみられる。これは山越え気流における跳ね水（跳水、ハイドロリックジャンプ）に伴うものと考えられる。
日本の局地風では、やまじ風、広戸風、清川だしの3つが「日本三大悪風」や「日本三大局地風」と呼ばれている。広戸風はおろし風、清川だしは地峡風の代表的な例である。やまじ風はおろし風とされるが地峡風の性質ももつ。これら3つは風速の大きい強風だが、同じくらいの強さがある風としてほかに井波風なども挙げられる。
局地風のほとんどはおよそ10km以上の広がりをもって分布する地域的な風。ただし、もっと局地的な風もある。例えば井波風は数kmほどの規模しかない。

### おろし風
おろし風 (fall wind, 特に強いものはdownslope wind storms)は、山を越えて麓に吹き下ろし風速を増す風。上空に強風または安定層があるなどの条件下で起こる。
研究の進展に伴い、山越え気流における跳ね水（跳水）の発生や山岳波の砕波などが、風下の強風の形成に重要な役割を果たしていることが明らかになってきている。
日下 (2018)によれば、1,000m以上の山脈、特に鞍部をもつか風下に急斜面をもつ山脈において、次のいずれかの条件を満たしたときにおろし風が発生しやすい。
1. 山脈の上空に強風が吹いている場合
2. 上空に安定層や臨界層（広い弱風域）がある場合
3. 山の高さ、風速、安定度の3つがある条件を満たした場合
  - 逆転層や臨界層がなくても、山岳波の砕波が臨界層を生じさせるため。

山脈の上の大気に逆転層や安定成層があるとき、その下で山を越える際に気流は加速されるとともに気圧を減じ（ベンチュリ効果）、風下を加速して降りる気流は山裾に押し付けられるように流れる。基本的に、山のすぐ風下には逆向きの風があり、その風下に吹き下ろす強風がある。また、山の傾斜が急でかつ風の乱れが小さいとき、剥離流の性質をもつ流れが生じる。
山越えのおろし風が臨界層や逆転層の下を通ると風の層は薄くなり、平地に出てから地表で跳ね上がり、もとの気流の高さに戻る跳水（跳ね水）が発生することがある。跳水が起こると、しばしば山の斜面または風下の山麓に近い平野の付近に強風域が現れる。
おろし風、さらに地峡風にも関係するが、山越えの風をモデル化して l2 = N2/U2 と置くことができる。ここでlはスカラー数のパラメータ、Nはブラント・ヴァイサラ振動数、Uは風速である。Nが大きいと風は山を迂回し谷を通る傾向があり、Uが大きいと山を超えやすくなる傾向がある。また、hN/U（hは山の高さ）の値が小さいと山を超えやすく、大きいと山を迂回しやすい傾向がある。降水がないフェーン風はlの値が大きい傾向がある。

#### フェーン型とボラ型
山から吹き下ろすおろし風は、風の吹き出しに伴う気温変化の違いによって、高温になるフェーン型と低温になるボラ型に分けられる。
フェーン型は単にフェーン (foehn)とも呼ばれるが、山越えの熱力学的・力学的効果により高温・乾燥となった風。もともとオーストリア、ドイツ、スイスでアルプス山脈を吹き下ろす局地風の名前だが、局地風の類型としても使われるようになった。
フェーンの昇温の機構は、山に沿い流れることによる加熱（降水を伴わない）のパターンと、風上で潜熱による湿潤断熱的冷却と降水、風下で乾燥断熱的加熱を受けるパターンの2つが主に知られ、ほかに乱流による逆転層上の暖気層の混合なども挙げられる。
ボラ型は単にボラ (bora)、ボーラ、またボラ型おろし風とも呼ばれるが、山の背後に控える寒気団から吹き出す冷涼・寒冷な風。もともとクロアチアやボスニアのアドリア海沿岸で吹く局地風の名前だが、局地風の類型としても使われるようになった。
ボラ型は気圧勾配に駆動され上空にも強風が吹くもので、同じ下方への冷涼な風でも、地域的な熱構造に駆動され総観スケールの気圧勾配は緩い滑降風とは異なる。
チヌークはフェーン型、空っ風はボラ型。

### 地峡風
地峡風は、海峡風、だし風、ギャップ風 (gap wind)ともいい、山地の隙間となっている谷間や海峡に気流が集まり、谷の中や出口などに吹く風。冷気層の効果や、谷の向きと気圧傾度、風速、大気安定度などの条件により起こる。
谷や海峡において風上側に冷気層（逆転層）があることで生じる局地的な気圧勾配、また天気図に現れるようなスケールが大きな気圧勾配が生じていて、気圧勾配の向きが谷筋・海峡軸に平行するときに、風が集まり加速される。谷間や海峡の片側に高気圧や寒冷前線が迫るときに強風を生じやすい。
日下 (2018)によれば、冷気層による局地的な気圧勾配の場合、谷の幅、風速、安定度の3つがある条件を満たすとき、特に谷の出口で強く地峡風が吹く。平地へ吹き出した冷気層は次第に厚みが減少し、風下へ行くほど風速も低下してくる。
一方スケールが大きな気圧勾配の場合、谷から平地へ出た風が水平方向に発散する（拡がる）ことによって、上空から大きな運動量が下りてきて地上も強風となるしくみ。この作用により、山の高さ、風速、安定度の3つがある条件を満たす場合は、谷の中で風があまり強くなくとも谷の出口で風が強まる。
アルプス山脈のブレンナー峠の出口、北アメリカ大陸西海岸のファンデフカ海峡は、地峡風（海峡風）の吹く場所の代表的な例。

### その他の類型
- 海陸風、山谷風、滑降風（カタバティック風）、ヒートアイランドによる風などが作用する局地風もある[1][17]。
- チャネリング風 (wind channelling) - 大気が安定成層のときに、大きなスケールの風が谷の中では谷に並行に向きを変えるもの。大気下層で冷たい風が力学的に捕捉され生じる。日本の伊那谷や北上盆地、ドイツのライン渓谷の例が知られる。冬の伊那谷では、周辺に北西の季節風が吹くときでも強い南風になることがある。このとき風は地衡風に近く等圧線は北西-南東方向・気圧傾度力は北東向きのため、北向き成分が谷筋に沿い流れることで南風となる。北上盆地は伊那谷より谷が浅く、西風が強すぎるとチャネリングが崩されて西風が直接谷へ入る[18]。

## 影響と対策・恩恵
局地風の影響する地域では、家屋には次のような工夫がみられる。屋根は補強をしたり重しを乗せたりし、屋根の高さを低くしたり、軒先を延ばし例えば地上1mまで覆うなどすることがある。風上側の窓は小さかったり少なかったりする。家の周囲に石垣や土塁、防風林を設けることもある。家屋の外観は、石垣や防風林に隠れていたり、屋根が風上と風下で非対称だったりする。また新しく建てる家は、構造を改めレンガ造やコンクリート造などにすることもある。
農地でも、風に強い作物を栽培したり、防風林を設けたりする。フェーン風のある地域では、暖かさが耕作に有利に働く例もある。
濃尾平野では伊吹颪を利用した切り干し大根の生産が盛んで、風が弱いと3日必要な乾燥期間が、風が強いときは1日で済むという。茨城県で生産が盛んな干し芋も空っ風・那須颪を利用している。
吉野正敏によれば、強風がいつも吹くような地域と時折局地風が吹く地域は、居住形態はあまり変わらない。しかし、前者は広い面積に及ぶものが多いこともあって、経済的発展が遅れたり土地利用の高度化が進まなかったりする一方、局地風の影響地域は狭く、常に強風が吹くわけではないこと、周辺地域との経済的繋がりがみられることもあって、多少無理をしてでも対策を取りながら居住が行われる傾向があるという。
局地風が発生する範囲や気象条件は研究され、その地域では比較的知られて対策が取られていることが多い。そして、しばしば新しい住民や地域住民以外の者が思いがけず被害を受ける点も注意が必要。

## 代表的な局地風

### 日本
颪とだし
「颪」（おろし）や「だし」の名がついた局地風はいくつもみられる。颪は、山から吹き下りる風で、原義は吹き下す意のオロシとする説、「尾ろ」（尾は山や峰を指し、ろは接尾語）が「山風（オロシ）」に転じたとする説がある。だしは、陸から沖へ海岸と直角方向に吹くような、船を“出す”のに適した風の意味と考えられる。颪は山から太平洋側に向かう風、だしは山から日本海側に向かう風が多い。「〇〇颪」には大抵、風上の山の名前が付けられることが多いものの、赤城颪、榛名颪、筑波颪などその山から直接吹きおろすとは言えない颪もみられる。また、だしは東北から北陸の日本海側に多くこれらは東風だが、山陰では南風であるなど、地域により風向は異なる。
一覧（北東から順）
- 日高しも風 - 北海道日高山脈の西麓に吹く、おろし風。東から東北東の風。秋-冬-春に吹く[26]。
- やませ（山背） - 太平洋岸を中心とする東北地方、北海道道南、および関東地方太平洋側に吹く。冷涼な風で曇天や霧を伴うことが多い。東から北東の風。梅雨期を含む暖候期（晩春から夏ごろ）に吹く。冷涼風が継続することによる低温や日照不足（冷害）を広く指して「やませ」と呼ぶこともある。夏期に発達するオホーツク海高気圧からの冷気が主因[26][27][28]。
- おぼねだし - 秋田県仙北市田沢湖周辺（特に生保内地区）を吹く局地風。
- 清川だし - 山形県庄内町清川付近に吹く、地峡風。主に梅雨のころ吹く。南東の風[8][26]。
- 空っ風（からっ風） - 冬に関東平野一円で吹く、寒冷で乾燥した、北西から北寄りの風。季節風が本州の脊梁をなす山脈を超えて吹き下ろすもので、西高東低・冬型の気圧配置が強まると風も強くなる。群馬県では上州空っ風と呼ばれる。風上の山の名がついた、那須野が原-宇都宮周辺の那須颪、日光連山風下の男体颪、二荒山颪、日光颪、前橋周辺の赤城颪や榛名颪、筑波山に近い利根川沿い付近の筑波颪も、空っ風に含められる[26][21][29][30]。
- 八ヶ岳颪 - 山梨県甲府盆地の特に八ヶ岳東麓に吹く、おろし風。北西寄りの風。冬、特に西高東低の気圧配置のとき吹く[26]。
- 井波風・砺波だし - 富山県南砺市井波、砺波平野の庄川流域に吹く。南東の風。春または秋、東高西低の気圧配置や日本海低気圧のとき吹く[26]。
- 伊吹颪 - 岐阜県から愛知県の伊吹山地南東山麓から濃尾平野に吹く。北西寄りの風。寒候期、特に西高東低の気圧配置のとき吹く[26]。
- 比良颪（比良八荒） - 滋賀県の比良山麓や琵琶湖西岸に吹く。北西から西北西の風。寒候期、特に南方を台風や寒冷前線が通過した後吹く[26]。
- 鈴鹿颪 - 三重県の鈴鹿山脈南東麓付近に吹く。北西から西北西の風。寒候期、特に西高東低の気圧配置のときや低気圧通過後に吹く[26]。
- 六甲颪 - 兵庫県神戸市・西宮市の六甲山麓に吹く。北西から北の風。冬、特に西高東低の気圧配置のとき吹く[26]。
- 広戸風 - 岡山県津山市勝北・奈義町の那岐山南麓に吹く。北から北北東の風。台風が南から東へ通過した後吹く[26]。
- やまじ風 - 愛媛県四国中央市の法皇山脈山麓に吹く。南から南西の風。春また秋、台風や低気圧が東シナ海や日本海西部を通過したとき吹く[26]。
- 肱川あらし - 愛媛県大洲市長浜付近に吹く、地峡風。肱川沿いに吹き、霧を伴う。冬を中心とする寒候期、高気圧に覆われ穏やかに晴れた朝に吹く[31]。
- まつぼり風 - 阿蘇山外輪山の出口にあたる、熊本県南阿蘇村立野付近に吹く。東の風。春また秋、高気圧に覆われたとき吹く。阿蘇盆地からの冷気の流出と山越え気流の機構をもつ風[26]。

### アジア
- シャマール(شمال) - ペルシャ湾岸地域で吹く、砂塵を伴った強風。
- スホベイ(Sukhovei) - 中央アジアで吹く東または南東の乾熱風。
- バリ(Bali) - ジャワ島東部で吹く強い東風。

### ヨーロッパ
- アウストル(Austru) - ルーマニアで夏季に吹く、暖かく乾燥した南東風。
- アリゼ(Alize) - フランス、アフリカ中部、カリブ海などでの北東貿易風の別名。西アフリカでは、湿潤な北風を「アリゼ・マリティム」(Alizé Maritime)とも呼ぶ。
- エテジアン(Etesian) - エーゲ海沿岸地域で夏季に吹く、乾燥した強い北風。
- コシャヴァ(Košava) - セルビアとその周辺の国々で吹く、突発的で強い南東の風。
- シロッコ(Sirocco、Scirocco) - 春に、サハラ砂漠からイタリア南部に吹く、蒸し暑い風。
- フェーン(Föhn) - アルプス山脈を越えた、高温で乾燥した南風。
- ボーラ（ボラ）(Bora) - アルプス山脈からアドリア海に向かって吹き下りる、寒冷で乾燥した風。
- ミストラル(Mistral) - アルプス山脈からローヌ河谷を通って地中海に吹く、寒冷で乾

### アフリカ
- ギブリ(Ghibli) - アフリカ北部で吹く、サハラ砂漠からの高温の乾燥風。
- ハルマッタン(Harmattan) - 西アフリカで吹く乾燥した貿易風。

### 南北アメリカ
- アブロオロス(Abroholos) - ブラジル南東部の沿岸で吹く、驟雨を伴った突風性の風。スコールに類似している。
- チヌーク（シヌック、シヌーク）(Chinook) - ロッキー山脈東側に吹き下りる、高温で乾燥した風。
- ノーイースター(Nor'easter) - 北アメリカ大陸で冬季を中心に吹く、嵐を伴う北東の強風。
- パンペロ(Pampero) - パンパで吹く、冷たい南寄りの風。
- ブリザード(Blizzard) - 北米大陸北部や南極地方に吹く、地吹雪を伴った寒冷な風。燥した風。
- ミヌアノ(Minuano) - ブラジル南部とウルグアイに吹く冷たい風。